# Щеголёво (муниципальный округ Егорьевск)
Щеголёво — деревня в муниципальном округе Егорьевск Московской области России.

## История
Упоминается с 1577 года в составе Крутинской волости Коломенского уезда.

## Демография
Население — 29 чел. (2010).
| 1859 | 1868 | 1885 | 1905 | 1926 | 2002 | 2006 |
| ---- | ---- | ---- | ---- | ---- | ---- | ---- |
| 139  | ↗158 | ↗195 | ↘168 | ↗182 | ↘22  | ↘19  |
| 2010 |      |      |      |      |      |      |
| ↗29  |      |      |      |      |      |      |